# Pedioplanis branchi
Pedioplanis branchi — вид ящірок родини ящіркових (Lacertidae). Ендемік Намібії. Описаний у 2021 році.

## Назва
Вид названий на честь південноафриканського герпетолога Вільяма Роя Бранча (1946—2018), на знак визнання його численних внесків в африканську герпетологію.

## Опис
Довжина ящірки P. branchi (без врахування хвоста) становить 42-50 мм.

## Поширення і екологія
P. branchi мешкають в регіоні Еронго на заході Намібії, від річки Свакоп на північ до річки Угаб і гори Брандберг та на схід до гори Еронго і міста Очімбінгве. Вони живуть в намібійських саванах і рідколіссях та в пустелі Наміб, на галькових рівнинах та серед скельних виступів, на висоті від 77 до 1190 м над рівнем моря. Частіше зустрічаються у кам'янистих, слабо порослих травою місцевостях, ніж на піщаних ділянках і в заростях трави. Відкладають яйця. Сезон розмноження припадає на весну.